# Peng!
Peng! — дебютный студийный альбом британской авант-поп группы Stereolab, изданный 26 мая 1992 года на лейбле Too Pure в Великобритании. В США он был издан 13 июня 1995 года лейблами Too Pure и American Recordings. Ремастерированная версия была издана 9 ноября 2018 года леблами Too Pure и Beggars Arkive.
Название альбома (немецкая ономатопея, означающая громкий хлопок или удар) и обложка взяты из комикса «Der tödliche Finger», который появился в 1970 году в выпуске швейцарской андеграудной газеты «Hotcha».

## Отзывы
| Оценки критиков               | Оценки критиков             |
| Источник                      | Оценка                      |
| ----------------------------- | --------------------------- |
| AllMusic                      | [ 1 ]                       |
| Encyclopedia of Popular Music | [ 7 ]                       |
| Entertainment Weekly          | B+                          |
| Pitchfork                     | 4.8/10 (1995) 7.5/10 (2019) |
| Record Collector              | [ 11 ]                      |
| The Rolling Stone Album Guide | [ 12 ]                      |
| Spin Alternative Record Guide | 6/10                        |
| Uncut                         | 7/10                        |

Peng! был встречен музыкальными критиками в целом благосклонно.
Хитер Фарес из AllMusic отметил, что «Выпустив полноформатный дебютный альбом Peng!, Stereolab продолжили развивать уникальный подход к экспериментальной поп-музыке, основываясь на серьёзной игривой смеси краутрока, дрим-попа и лаунжа, созданной на ранних синглах группы». Далее рецензент сказал: «Хотя на Peng! нет многих наиболее узнаваемых композиций Stereolab, он определяет ранний стиль группы и отражает эклектичные направления, которых она придерживалась в более поздних работах».

## Список композиций
Слова и музыка всех песен — Тима Гейна и Летисии Садье, кроме указанных.
| №                   | Название                      | Автор(ы)            | Длительность |
| ------------------- | ----------------------------- | ------------------- | ------------ |
| 1.                  | «Super Falling Star»          |                     | 3:16         |
| 2.                  | «Orgiastic»                   |                     | 4:44         |
| 3.                  | «Peng! 33»                    |                     | 3:03         |
| 4.                  | «K-Stars»                     |                     | 4:04         |
| 5.                  | «Perversion»                  |                     | 5:01         |
| 6.                  | «You Little Shits»            |                     | 3:25         |
| 7.                  | «The Seeming and the Meaning» |                     | 3:48         |
| 8.                  | «Mellotron»                   |                     | 2:47         |
| 9.                  | «Enivrez-vous»                | Charles Baudelaire  | 3:51         |
| 10.                 | «Stomach Worm»                |                     | 6:35         |
| 11.                 | «Surrealchemist»              |                     | 7:13         |
| Общая длительность: | Общая длительность:           | Общая длительность: | 47:47        |